# Станос (дем Аристотел)
Вижте пояснителната страница за други значения на Станос.
Станос или Стано (на гръцки: Στανός) е село в Република Гърция, част от дем Аристотел, област Централна Македония, с 859 жители (2001).

## География
Станос е село в историко-географската област Мадемски села (Мадемохория). Разположено е в североизточната част на Халкидическия полуостров, в планината Пиявица (Стратонико), северно от Арнеа (Леригово).

## История

### В Османската империя
В XIX век Станос е гръцко село в Касандренска кааза на Османската империя. Църквата „Въведение Богородично“ е от 1811 година. Църквата „Света Неделя“ край селото също е от XIX век. Покровителка на селото е Света Хайдо, новомъченица от османско време, на която е посветена новата църква в селото.
В 1819 година Атанасиос Стагиритис, който вероятно е от Извор, пише в „Ипериотика или история и география на Епир“:
| „ | Κατά τά Ανατολικά παραθαλάσσια τῆς Μακεδονίας, ὅπου ἦταν ἡ χώρα Χαλκιδική καλουμένη, ὠνομάζονται ἔτι κωμοπόλεις, καὶ κῶμαι , καὶ ὄρη, καὶ ἄλλα τοιαῦτα, μὲ ὀνόματα Βουλγάρων · Ἴσβουρος, Στανὸς , Νιβοσέλον καὶ λοιπά · σώζονται καὶ τινὲς λέξεις, καὶ τρα ξούδια εἰς γλῶσσαν ἑλληνικὴν, περιέχοντα ὀνόματα Βουλγάρων · εὑρίσκονται καὶ ὀνόματα τινῶν ἀρχαίων ἐγκατοίκων Βουλγάρων Ψυχή Βουλγάρου ὅμως ἤδη δὲν ὑπάρχει , καθὼς εὑρίσκονται περὶ τὴν Θεσσαλονίκην καὶ ἀλλαχου , οὔτε ἄλλου ἔθνες , ούτε γλώσσης , ἐκτὸς τινῶν Λατινικῶν , μανίκια , κολίγας , και τινων ἄλλων . Ἐκ τούτων οὖν φαίνεται ὅτι ἦσαν καί ἐκεῖ Βούλγαροι ἐγκάτοικοι, πλήν ἐξελληνίσθησαν, ἀναγκαζόμενοι μά λιςα ὑπὸ τῆς ̓Εκκλησίας, καὶ τῶν ἐκεῖ ἐθίμων · ἐπειδὴ δὲν εἶχον ὄντε ̔Ιερᾶς ὄντε ἐκκλησιαςικὰ βιβλία εἰς τὴν γλῶσσαν αὐτῶν. По източното крайбрежие на Македония, където е била областта наречена Халкидики, някои паланки, и села, и планини и всякакви подобни, носят български имена: Исвурос, Станос, Новоселу и други. Оцелели са и някои думи и песни на гръцки език, съдържащи имената на българи. Намират се и имена на старите жители българи. Но няма жива душа българин, както се намират около Солун и на други места, нито от някой друг народ или език освен латински - μανίκια [ръкав], κολίγας [колега] и малко други. От всичко това изглежда, че е имало там жители българи, вече погърчени, принудени от Църквата и тамошните обичаи, тъй като те нямаха свещеници, нито църковни книги на своя език. | “ |

Александър Синве („Les Grecs de l’Empire Ottoman. Etude Statistique et Ethnographique“) в 1878 година пише, че в Станос (Stanos), Ардамерска епархия, живеят 900 гърци. Към 1900 година според статистиката на Васил Кънчов („Македония. Етнография и статистика“) в Стано (Стенос) живеят 550 жители гърци християни.
По данни на секретаря на Българската екзархия Димитър Мишев („La Macédoine et sa Population Chrétienne“) в 1905 година в Стано (Стенос) (Stano Stenos) има 500 гърци.

### В Гърция
В 1912 година, по време на Балканската война, в Станос влизат гръцки части и след Междусъюзническата война в 1913 година остава в Гърция.
| Име        | Име          | Ново име   | Ново име    | Описание                                       |
| ---------- | ------------ | ---------- | ----------- | ---------------------------------------------- |
| Стакудзила | Στάκου Τζίλα | Аркудорема | Άρκουδόρεμα | името на Холомонда край Станос                 |
| Бара       | Μπάρα        | Стени      | Στενή       | възвишение в Пиявица на СИ от Станос (630,7 m) |

## Личности
Родени в Станос
- Хайдо Станоска (около 1806 - 1876), новомъченица